# Reticunassa neoproducta
Reticunassa neoproducta is een slakkensoort uit de familie van de Nassariidae. De wetenschappelijke naam van de soort is voor het eerst geldig geplubiceerd in 2007 door Kool & Dekker.